# Katarina Martinson
Katarina Maria Fredrika Martinson, född Lundberg 4 maj 1981 i Norrköping, är en svensk näringslivsperson.
Katarina Martinson är dotter till Anne-Marie och Fredrik Lundberg samt syster till Louise Lindh. Hon växte upp i Norrköping, Schweiz och Djursholm, och utbildade sig till civilekonom på Handelshögskolan i Stockholm. 
Katarina Martinson är styrelseledamot i flera bolag inom den företagsgrupp som kontrolleras av familjen Lundberg, bland andra L E Lundberg Kapitalförvaltning AB och Fastighets AB L E Lundberg. Hon är ordförande i Bellbox Holding AB och i Fidelio Industries Holding AB. Katarina Martinson invaldes 2021 som ledamot av Ingenjörsvetenskapsakademien.
Hon gifte sig 2009 med Carl Martinson (född 1979).